# جون غيل
جون غيل (بالإنجليزية: John Gale)‏ هو سياسي أسترالي، ولد في 17 أبريل 1831، وتوفي في 15 يوليو 1929. حزبياً، نشط في Protectionist Party ‏. وقد انتخب عضو الجمعية التشريعية نيو ساوث ويلز.